# 楊祥禾
楊祥禾（2003年1月12日—），為台灣棒球選手，目前效力於中華職棒中信兄弟，守備位置為游擊手。其於2023年選秀會中被中信兄弟以第5指名選中，簽約金170萬元，外加80萬激勵獎金。
2024年3月31日於台北大巨蛋對上味全龍的比賽中，楊祥禾於八局上接替陳俊秀代跑，為生涯首場出賽。2024年4月17日於新莊棒球場對上富邦悍將的比賽中，楊祥禾首度先發並首次獲得打席，擔任第九棒游擊手。

## 經歷
- 台中市北勢國小少棒隊
- 台中市向上國中青少棒隊
- 嘉義縣東石高中青棒隊
- 台北市中國文化大學棒球隊
- 中華職棒中信兄弟（2023年－）

## 職棒生涯成績
| 年度 | 球隊     | 出賽 | 打數 | 安打 | 全壘打 | 打點 | 盜壘 | 四死 | 三振 | 壘打數 | 雙殺打 | 打擊率 | 上壘率 | 長打率 | OPS   |
| ---- | -------- | ---- | ---- | ---- | ------ | ---- | ---- | ---- | ---- | ------ | ------ | ------ | ------ | ------ | ----- |
| 2024 | 中信兄弟 | 41   | 79   | 11   | 0      | 2    | 4    | 8    | 24   | 14     | 1      | 0.139  | 0.216  | 0.177  | 0.393 |
| 合計 | 1年      | 41   | 79   | 11   | 0      | 2    | 4    | 8    | 24   | 14     | 1      | 0.139  | 0.216  | 0.177  | 0.393 |

## 外部連結
- 楊祥禾在台灣棒球維基館上的頁面（繁體中文）
- 楊祥禾在中華職棒官網
- 楊祥禾在Baseball-Reference.com（小聯盟以及海外聯盟）（英语）